# Ichi-no-miya

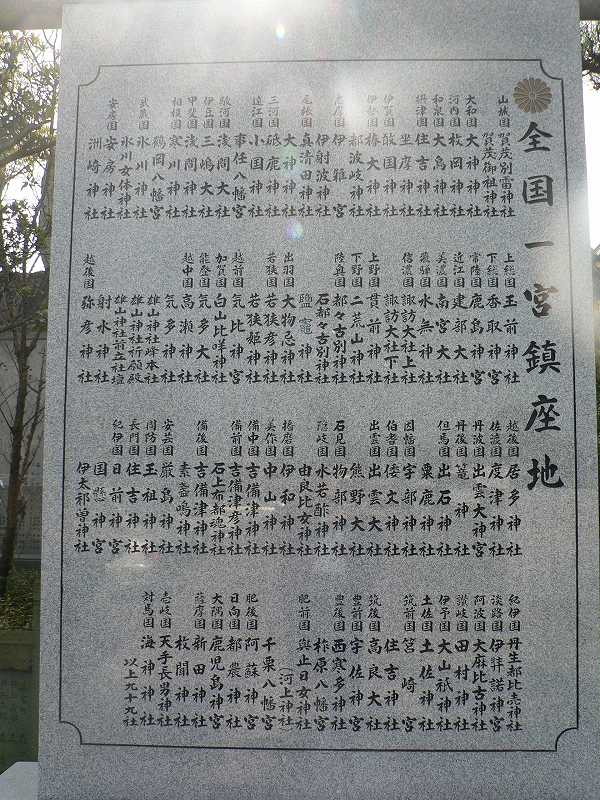
Gedenkstein im Tamura-Schrein mit der Liste aller Ichi-no-miya

Ichi-no-miya (jap. 一宮, 一の宮, 一之宮, wörtlich: „Erster Schrein“) bezeichnet die obersten Shintō-Schreine der früheren Provinzen Japans.
Die erste gesicherte Nennung dieses Begriffs Ichi-no-miya in dieser Bedeutung findet sich im Konjaku Monogatarishū aus dem frühen 12. Jahrhundert. Allerdings wurde 1915 beim Shidori-Schrein (auch Shitori-Schrein genannt) in Yurihama ein Sutrenbehälter (kyōzutsu) gefunden, in dem dieser Begriff mit der Datierung 1103 eingraviert ist. Je nach Provinz gab es neben dem „Ersten Schrein“ auch einen „Zweiten Schrein“ (二宮, Ni-no-miya), „Dritten Schrein“ (三宮, San-no-miya) usw.
Es ist umstritten, ob diese Einstufungen auf die Initiative der jeweiligen Provinzgouverneure (kokushi) zurückzuführen sind oder diese eine bereits in der Bevölkerung vorhandene Einteilung nachträglich übernahmen, wie etwa dass die jeweils am stärksten besuchten Schreine zum Ichi-no-miya ernannt wurden. Es scheint jedoch, dass die Provinzgouverneure diese Schreine für ihre rituellen Pflichten nutzten, weswegen sie teilweise mit den Sōja verwechselt werden, die etwa zur selben Zeit entstanden und in denen zur einfacheren Durchführung der religiösen Pflichten eines Provinzgouverneurs alle verehrten Götter einer Provinz zusammen eingeschreint waren.
Eine andere Schreinhierarchie entstand bereits zuvor mit den 22 Schreinen, die sich jedoch wesentlich darin unterscheidet, dass diese vom Kaiserhof entwickelt wurde und daher hauptsächlich Schreine in der Hauptstadtregion Kinki umfasst, wobei dennoch die Möglichkeit besteht, dass die Ichi-no-miya und Sōja diesem Trend entsprangen.
Der Name Ichi-no-miya und auch Ni-no-miya usw. findet sich heute noch in vielen Ortsnamen, wie bei den Städten
Ichinomiya in der Präfektur Aichi und
Ichinomiya in der Präfektur Chiba, bzw. den eingemeindeten Ortsteilen
Ichinomiya von Tomioka,
Ichinomiya[-chō] von Toyokawa,
Ichinomiya[-machi] in Aso,
Ichinomiya in Okayama,
Ichinomiya[-chō] in Shisō und
Ichinomiya[-chō] in Fuefuki.
Ein großer Teil der Ichi-no-miya schlossen sich am 8. Oktober 1991 zur Zenkoku Ichinomiya Kai (全国一の宮会, „Vereinigung der landesweiten Ersten Schreine“) zusammen.

## Auflistung
| Region     | Provinz    | Erster Schrein                | Erster Schrein         | heutige Stadt/Landkreis (gun), Präfektur |
| Region     | Provinz    | Transkription                 | Kanji                  | heutige Stadt/Landkreis (gun), Präfektur |
| ---------- | ---------- | ----------------------------- | ---------------------- | ---------------------------------------- |
| Kinai      | Yamashiro  | Kamo-jinja                    | 賀茂神社               | Kyōto, Kyōto                             |
| Kinai      | Yamato     | Ōmiwa-jinja                   | 大神神社               | Sakurai, Nara                            |
| Kinai      | Kawachi    | Hiraoka-jinja                 | 枚岡神社               | Higashiōsaka, Osaka                      |
| Kinai      | Izumi      | Ōtori-jinja                   | 大鳥大社               | Sakai, Osaka                             |
| Kinai      | Settsu     | Sumiyoshi-taisha              | 住吉大社               | Osaka, Osaka                             |
| Tōkaidō    | Iga        | Aekuni-jinja                  | 敢国神社               | Iga, Mie                                 |
| Tōkaidō    | Ise        | Tsubakiōkami-yashiro          | 椿大神社               | Suzuka, Mie                              |
| Tōkaidō    | Ise        | (Tsubaki/Nakato-jinja)        | 都波岐神社・奈加等神社 | Suzuka, Mie                              |
| Tōkaidō    | Shima      | Izawa-no-miya                 | 伊雑宮                 | Shima, Mie                               |
| Tōkaidō    | Shima      | Izawa-jinja                   | 伊射波神社             | Toba, Mie                                |
| Tōkaidō    | Owari      | Masumida-jinja                | 真清田神社             | Ichinomiya, Aichi                        |
| Tōkaidō    | Mikawa     | Toga-jinja                    | 砥鹿神社               | Ichinomiya-chō, Toyokawa, Aichi          |
| Tōkaidō    | Tōtōmi     | (Kotonomama Hachiman-gū)      | 事任八幡宮             | Kakegawa, Shizuoka                       |
| Tōkaidō    | Tōtōmi     | Oguni-jinja                   | 小国神社               | Shūchi-gun, Shizuoka                     |
| Tōkaidō    | Suruga     | Sengen-jinja                  | 浅間神社               | Fujinomiya, Shizuoka                     |
| Tōkaidō    | Izu        | Mishima-taisha                | 三嶋大社               | Mishima, Shizuoka                        |
| Tōkaidō    | Kai        | Asama-jinja                   | 浅間神社               | Ichinomiya-chō, Fuefuki, Yamanashi       |
| Tōkaidō    | Sagami     | Samukawa-jinja                | 寒川神社               | Kōza-gun, Kanagawa                       |
| Tōkaidō    | Musashi    | Hikawa-jinja                  | 氷川神社               | Ōmiya, Saitama                           |
| Tōkaidō    | Awa        | Awa-jinja                     | 安房神社               | Tateyama, Chiba                          |
| Tōkaidō    | Kazusa     | Tamasaki-jinja                | 玉前神社               | Ichinomiya, Chōsei-gun, Chiba            |
| Tōkaidō    | Shimousa   | Katori-jingū                  | 香取神宮               | Katori, Chiba                            |
| Tōkaidō    | Hitachi    | Kashima-jingū                 | 鹿島神宮               | Kashima, Ibaraki                         |
| Tōsandō    | Ōmi        | Takebe-jinja                  | 建部大社               | Ōtsu, Shiga                              |
| Tōsandō    | Mino       | Nangū-taisha                  | 南宮大社               | Fuwa-gun, Gifu                           |
| Tōsandō    | Hida       | Hida-Ichinomiya-Minashi-jinja | 飛騨一宮水無神社       | Takayama, Gifu                           |
| Tōsandō    | Shinano    | Suwa-taisha                   | 諏訪大社               | Suwa, Nagano                             |
| Tōsandō    | Kōzuke     | Ichinomiya-Nukisaki-jinja     | 一之宮貫前神社         | Tomioka, Gunma                           |
| Tōsandō    | Shimotsuke | Nikkō Futarasan-jinja         | 日光二荒山神社         | Nikkō, Tochigi                           |
| Tōsandō    | Shimotsuke | Utsunomiya Futarayama-jinja   | 宇都宮二荒山神社       | Utsunomiya, Tochigi                      |
| Tōsandō    | Mutsu      | Tsutsukowake-jinja            | 都都古和気神社         | Higashishirakawa-gun, Fukushima          |
| Tōsandō    | Mutsu      | Shiogama-jinja                | 鹽竈神社               | Shiogama, Miyagi                         |
| Tōsandō    | Dewa       | Ōmonoimi-jinja                | 大物忌神社             | Akumi-gun, Yamagata                      |
| Hokurikudō | Wakasa     | Wakasahiko-jinja              | 若狭彦神社             | Obama, Fukui                             |
| Hokurikudō | Echizen    | Kehi-jingū                    | 氣比神宮               | Tsuruga, Fukui                           |
| Hokurikudō | Kaga       | Shirayamahime-jinja           | 白山比咩神社           | Hakusan, Ishikawa                        |
| Hokurikudō | Noto       | Keta-taisha                   | 気多大社               | Hakui, Ishikawa                          |
| Hokurikudō | Etchū      | Takase-jinja                  | 高瀬神社               | Nanto, Toyama                            |
| Hokurikudō | Etchū      | Keta-jinja                    | 気多神社               | Takaoka, Toyama                          |
| Hokurikudō | Etchū      | Oyama-jinja                   | 雄山神社               | Nakaniikawa-gun, Toyama                  |
| Hokurikudō | Echigo     | Iyahiko-jinja                 | 彌彦神社               | Nishikanbara-gun, Niigata                |
| Hokurikudō | Echigo     | Kota-jinja                    | 居多神社               | Jōetsu, Niigata                          |
| Hokurikudō | Echigo     | (Amatsu-jinja)                | 天津神社               | Itoigawa, Niigata                        |
| Hokurikudō | Sado       | Watatsu-jinja                 | 度津神社               | Sado, Niigata                            |
| San’indō   | Tamba      | Izumo-daijingū                | 出雲大神宮             | Kameoka, Kyōto                           |
| San’indō   | Tango      | Kono-jinja                    | 籠神社                 | Miyazu, Kyōto                            |
| San’indō   | Tajima     | Izushi-jinja                  | 出石神社               | Toyooka, Hyōgo                           |
| San’indō   | Tajima     | Awaga-jinja                   | 粟鹿神社               | Asago, Hyōgo                             |
| San’indō   | Inaba      | Ube-jinja                     | 宇倍神社               | Tottori, Tottori                         |
| San’indō   | Hōki       | Shitori-jinja                 | 倭文神社               | Tottori                                  |
| San’indō   | Izumo      | Izumo-taisha                  | 出雲大社               | Izumo, Shimane                           |
| San’indō   | Iwami      | Mononobe-jinja                | 物部神社               | Ōda, Shimane                             |
| San’indō   | Oki        | Mizuwakasu-jinja              | 水若酢神社             | Oki-gun, Shimane                         |
| San’indō   | Oki        | Yurahime-jinja                | 由良比女神社           | Oki-gun, Shimane                         |
| San’yōdō   | Harima     | Iwa-jinja                     | 伊和神社               | Ichinomiya-chō, Shisō, Hyōgo             |
| San’yōdō   | Mimasaka   | Nakayama-jinja                | 中山神社               | Ichinomiya, Tsuyama, Okayama             |
| San’yōdō   | Bizen      | Kibitsuhiko-jinja             | 吉備津彦神社           | Okayama, Okayama                         |
| San’yōdō   | Bitchū     | Kibitsu-jinja                 | 吉備津神社             | Okayama, Okayama                         |
| San’yōdō   | Bingo      | Kibitsu-jinja                 | 吉備津神社             | Fukuyama, Hiroshima                      |
| San’yōdō   | Aki        | Itsukushima-jinja             | 厳島神社               | Hatsukaichi, Hiroshima                   |
| San’yōdō   | Suō        | Tamanoya-jinja                | 玉祖神社               | Hōfu, Yamaguchi                          |
| San’yōdō   | Nagato     | Sumiyoshi-jinja               | 住吉神社               | Shimonoseki, Yamaguchi                   |
| Nankaidō   | Kii        | Hinokuma/Kunikakasu-jingū     | 日前神宮・國懸神宮     | Wakayama, Wakayama                       |
| Nankaidō   | Awaji      | Izanagi-jinja                 | 伊弉諾神宮             | Awaji, Hyōgo                             |
| Nankaidō   | Awa        | Ōasahiko-jinja                | 大麻比古神社           | Naruto, Tokushima                        |
| Nankaidō   | Sanuki     | Tamura-jinja                  | 田村神社               | Takamatsu, Kagawa                        |
| Nankaidō   | Iyo        | Ōyamazumi-jinja               | 大山祇神社             | Imabari, Ehime                           |
| Nankaidō   | Tosa       | Tosa-jinja                    | 土佐神社               | Ikku (一宮), Kōchi, Kōchi                |
| Saikaidō   | Chikuzen   | Sumiyoshi-jinja               | 住吉神社               | Fukuoka, Fukuoka                         |
| Saikaidō   | Chikuzen   | Hakosaki-gū                   | 筥崎宮                 | Fukuoka, Fukuoka                         |
| Saikaidō   | Chikugo    | Kōra-taisha                   | 高良大社               | Kurume, Fukuoka                          |
| Saikaidō   | Buzen      | Usa-jingū                     | 宇佐神宮               | Usa, Ōita                                |
| Saikaidō   | Bungo      | Sasamuta-jinja                | 西寒多神社             | Ōita, Ōita                               |
| Saikaidō   | Bungo      | Yusuhara Hachiman-gū          | 柞原八幡宮             | Ōita, Ōita                               |
| Saikaidō   | Hizen      | Kawakami-jinja                | 河上神社               | Saga, Saga                               |
| Saikaidō   | Hizen      | Chikuri Hachiman-gū           | 千栗八幡宮             | Miyaki-gun, Saga                         |
| Saikaidō   | Higo       | Aso-jinja                     | 阿蘇神社               | Ichinomiya-machi, Aso, Kumamoto          |
| Saikaidō   | Hyūga      | Tsuno-jinja                   | 都農神社               | Koyu-gun, Miyazaki                       |
| Saikaidō   | Ōsumi      | Kagoshima-jingū               | 鹿児島神宮             | Kirishima, Kagoshima                     |
| Saikaidō   | Satsuma    | Hirakiki-jinja                | 枚聞神社               | Ibusuki, Kagoshima                       |
| Saikaidō   | Satsuma    | Nitta Hachiman-gū             | 新田八幡宮             | Satsumasendai, Kagoshima                 |
| Saikaidō   | Iki        | Amanotanagao-jinja            | 天手長男神社           | Iki, Nagasaki                            |
| Saikaidō   | Tsushima   | Kaijin-jinja                  | 海神神社               | Tsushima, Nagasaki                       |

Die Zenkoku Ichinomiya Kai führt zudem noch shin ichi-no-miya (新一の宮, „neuer Erster Schrein“) für Provinzen die erst nach Gründung der Ichi-no-miya entstanden bzw. zuvor untergingen.
| Provinz  | Erster Schrein  | Erster Schrein | heutige Stadt/Landkreis (gun), Präfektur |
| Provinz  | Transkription   | Kanji          | heutige Stadt/Landkreis (gun), Präfektur |
| -------- | --------------- | -------------- | ---------------------------------------- |
| Ezo      | Hokkaidō-jingū  | 北海道神宮     | Sapporo, Hokkaidō                        |
| Tsugaru  | Iwakiyama-jinja | 岩木山神社     | Hirosaki, Präfektur Aomori               |
| Rikuchū  | Komagata-jinja  | 駒形神社       | Ōshū, Präfektur Iwate                    |
| Iwashiro | Isasumi-jinja   | 伊佐須美神社   | Aizumisato, Präfektur Fukushima          |
| Chichibu | Chichibu-jinja  | 秩父神社       | Chichibu, Präfektur Saitama              |
| Ryūkyū   | Naminoue-gū     | 波上宮         | Naha, Präfektur Okinawa                  |